# Kévin Monnet-Paquet
Kévin Monnet-Paquet, född 19 augusti 1988, är en fransk fotbollsspelare.

## Klubbkarriär

### Lens
Monnet-Paquet debuterade för Lens i Ligue 1 den 19 augusti 2006 i en 1–1-match mot Lorient, där han blev inbytt i den 78:e minuten mot Jonathan Lacourt. Monnet-Paquet gjorde sitt första mål den 23 januari 2008 i en 2–1-vinst över Valenciennes. Därefter fick han mer speltid under säsongen, som dock slutade med nedflyttning till Ligue 2 för Lens. 
Den 26 september 2008 förlängde Monnet-Paquet sitt kontrakt i Lens med fyra år. Han gjorde sju mål på 35 matcher i Ligue 2 2008/2009 och hjälpte klubben att åter bli uppflyttad till Ligue 1. Säsongen 2009/2010 spelade Monnet-Paquet 32 matcher och gjorde fyra mål.

### Lorient
Den 30 augusti 2010 lånades Monnet-Paquet ut till Lorient på ett säsongslån och därefter med en automatisk köpoption. Han debuterade den 12 september 2010 i en 0–0-match mot Brest.
Monnet-Paquet spelade 36 matcher och gjorde fyra mål samt tre assist under säsongen 2013/2014. Totalt spelade han 137 ligamatcher och gjorde 16 mål under sina fyra säsonger i klubben.

### Saint-Étienne
Den 23 juni 2014 värvades Monnet-Paquet av Saint-Étienne, där han skrev på ett fyraårskontrakt. Monnet-Paquet debuterade och gjorde sitt första mål den 17 augusti 2014 i en 3–1-vinst över Reims. Han spelade totalt 43 tävlingsmatcher och gjorde fem mål under sin första säsong i klubben. Bland annat gjorde han ett mål mot turkiska Karabükspor i Europa League 2014/2015.
Säsongen 2015/2016 spelade Monnet-Paquet återigen 43 tävlingsmatcher och gjorde fem mål. Han gjorde två av målen i gruppspelet i Europa League 2015/2016 mot italienska Lazio och ukrainska Dnipro Dnipropetrovsk samt ett mål i sextondelsfinalen mot schweiziska Basel.
Säsongen 2016/2017 spelade Monnet-Paquet 48 tävlingsmatcher och gjorde fem mål. Han gjorde ett mål i gruppspelet i Europa League 2016/2017 mot belgiska Anderlecht, medan övriga fyra mål gjordes i Ligue 1. Säsongen 2017/2018 gjorde Monnet-Paquet två mål på 30 matcher i Ligue 1 samt spelade en match i Coupe de la Ligue.
I februari 2019 råkade Monnet-Paquet ut för en korsbandsskada, vilket gjorde att han missade resten av säsongen. Han hade fram till skadan spelat 26 tävlingsmatcher och gjort två mål under säsongen 2018/2019. I oktober 2019 råkade Monnet-Paquet ut för en ny korsbandsskada som gjorde att han missade hela säsongen 2019/2020.
Den 30 augusti 2020 gjorde Monnet-Paquet comeback och spelade sin första match på 560 dagar då han blev inbytt i den 72:a minuten mot Romain Hamouma i en match mot Lorient.

### Aris Limassol
Den 17 augusti 2021 värvades Monnet-Paquet av cypriotiska Aris Limassol, där han skrev på ett ettårskontrakt.

## Landslagskarriär
Vid U19-Europamästerskapet 2007 i Österrike blev Monnet-Paquet delad skyttekung med tre gjorda mål (tillsammans med Änis Ben-Hatira och Kostas Mitroglou). Samtliga av målen gjorde han i en 5–2-vinst över Serbien.
Under 2008 spelade Monnet-Paquet sex matcher för Frankrikes U21-landslag.